# Сборная Нидерландов по футболу (до 21 года)
Сборная Нидерландов по футболу до 21 года (нидерл. Nederlands voetbalelftal onder 21) — команда, представляющая Нидерланды на международных соревнованиях по футболу. Является одной из самых талантливых и успешных сборных Европы на уровне «до 21 года», дважды недавно одержала победу на европейских первенствах и выступила на Олимпийских играх. Несмотря на талант игроков и тренеров, на два последних чемпионата Европы она не попала, хотя и с блеском проходила квалификационные этапы.

## История
С тех пор, как вступили в силу правила для молодёжных соревнований о том, что в начале соревнования игрокам должно быть не более 21 года, технически это соревнование стало соревнованием для игроков до 23 лет. По этой причине также показаны результаты сборной Нидерландов в соревнованиях для игроков в возрасте до 23 лет.
В 2006 году сборная Нидерландов под руководством Фоппе де Хана выиграла чемпионат Европы среди молодёжи. Клас-Ян Хюнтелар стал лучшим бомбардиром и игроком турнира с четырьмя голами и также побил бомбардирский рекорд всех времен в 15 голов, ранее установленный Роем Макаем и Арнольдом Брюггинком. В следующем году сборная Нидерландов успешно защитила титул и выиграла чемпионат Европы среди молодёжи 2007, обыграв в финале сборную Сербии со счетом 4-1. Лучшим бомбардиром с четырьмя мячами стал Масео Ригтерс, а игроком турнира был признан Ройстон Дренте. Эта победа позволила сборной Нидерландов квалифицироваться на Олимпийские игры в Пекине. Команда не смогла пройти квалификацию к чемпионату Европы среди молодёжи 2009, проиграв в последнем матче отборочного турнира сборной Швейцарии. Команда также не смогла попасть на чемпионат Европы 2011, проиграв в стыковых матчах сборной Украины.

## Выступления

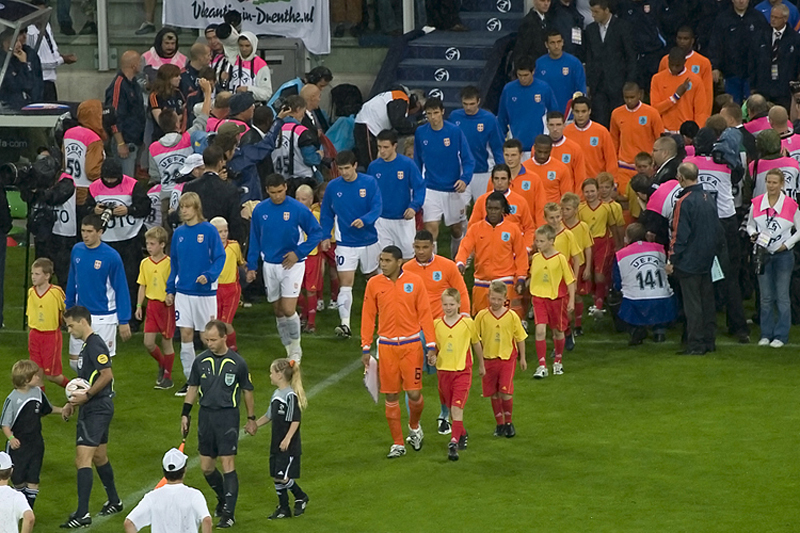
Финал Чемпионата Европы 2007: Нидерланды vs. Сербия

### До 23 лет
- 1972: Четвертьфинал
- 1974: Четвертьфинал
- 1976: Полуфинал

### До 21 года
- 1978: Не участвовали
- 1980: Не прошли отбор (3-е место в группе из 3)
- 1982: Не прошли отбор (2-е место в группе из 3)
- 1984: Не прошли отбор (2-е место в группе из 3)
- 1986: Не прошли отбор (2-е место в группе из 4)
- 1988: Полуфинал
- 1990: Не прошли отбор (3-е место в группе из 4)
- 1992: Четвертьфинал
- 1994: Не прошли отбор (5-е место в группе из 6)
- 1996: Не прошли отбор (3-е место в группе из 6)
- 1998: 4-е место
- 2000: Не вышли из группы (3-е место), итого 5-е место
- 2002: Не прошли отбор (проигрыш Англии в стыковых)
- 2004: Не прошли отбор (4-е место в группе из 5)
- 2006: Чемпионы
- 2007: Чемпионы
- 2009: Не прошли отбор (проигрыш Швейцарии в стыковых)
- 2011: Не прошли отбор (проигрыш Украине в стыковых)
- 2013: Полуфинал
- 2015: Не прошли отбор

## Состав
Следующие футболисты были вызваны в сборную на чемпионат Европы 2023:
| 16 | Вр  | Кьелл Схерпен        | 23 января 2000 (25 лет)   | 18 | -11 | Витесс                   |  |  |
| 23 | Вр  | Яспер Схенделар      | 2 сентября 2000 (24 года) | 1  | -1  | ПЕК Зволле               |  |  |
| 1  | Вр  | Барт Вербрюгген      | 18 августа 2002 (22 года) | 0  | 0   | Андерлехт                |  |  |
|    |     |                      |                           |    |     |                          |  |  |
| 15 | Защ | Иан Матсен           | 10 марта 2002 (23 года)   | 9  | 1   | Челси                    |  |  |
| 4  | Защ | Микки ван де Вен     | 19 апреля 2001 (23 года)  | 7  | 0   | Вольфсбург               |  |  |
| 2  | Защ | Девайн Ренч          | 18 января 2003 (22 года)  | 6  | 0   | Аякс                     |  |  |
| 12 | Защ | Милан ван Эвейк      | 8 сентября 2000 (24 года) | 4  | 0   | Херенвен                 |  |  |
| 3  | Защ | Ян Пол ван Хекке     | 8 июня 2000 (24 года)     | 4  | 0   | Брайтон энд Хоув Альбион |  |  |
| 13 | Защ | Шуранди Самбо        | 19 августа 2001 (23 года) | 2  | 0   | Спарта (Роттердам)       |  |  |
| 5  | Защ | Квилиндси Хартман    | 14 ноября 2001 (23 года)  | 1  | 0   | Фейеноорд                |  |  |
|    |     |                      |                           |    |     |                          |  |  |
| 11 | ПЗ  | Юрген Эккеленкамп    | 5 апреля 2000 (24 года)   | 19 | 7   | Антверпен                |  |  |
| 14 | ПЗ  | Людовит Рейс         | 1 июня 2000 (24 года)     | 16 | 1   | Гамбург                  |  |  |
| 6  | ПЗ  | Квинтен Тимбер       | 17 июня 2001 (23 года)    | 11 | 1   | Фейеноорд                |  |  |
| 10 | ПЗ  | Кеннет Тейлор        | 16 мая 2002 (22 года)     | 9  | 0   | Аякс                     |  |  |
| 8  | ПЗ  | Райан Гравенберх     | 16 мая 2002 (22 года)     | 7  | 1   | Бавария                  |  |  |
| 18 | ПЗ  | Ваутер Бюргер        | 16 февраля 2001 (24 года) | 6  | 0   | Базель                   |  |  |
| 21 | ПЗ  | Свен Мейнанс         | 9 марта 2000 (25 лет)     | 2  | 0   | АЗ                       |  |  |
|    |     |                      |                           |    |     |                          |  |  |
| 20 | Нап | Джошуа Зиркзе        | 21 мая 2001 (23 года)     | 15 | 7   | Болонья                  |  |  |
| 9  | Нап | Брайан Бробби        | 1 февраля 2002 (23 года)  | 13 | 8   | Аякс                     |  |  |
| 22 | Нап | Элайис Тавшан        | 30 апреля 2001 (23 года)  | 8  | 4   | НЕК                      |  |  |
| 7  | Нап | Крисенсио Саммервилл | 30 октября 2001 (23 года) | 4  | 2   | Лидс Юнайтед             |  |  |
| 19 | Нап | Тейс Даллинга        | 3 августа 2000 (24 года)  | 4  | 0   | Тулуза                   |  |  |
| 17 | Нап | Миллион Манхуф       | 3 января 2002 (23 года)   | 3  | 1   | Витесс                   |  |  |

Позиции игроков приведены в соответствии с официальным сайтом УЕФА. Возраст футболистов и клуб указаны по состоянию на день начала финального турнира чемпионата (24 марта 2021 года).